# Mota Quic (Ortsteil, Hera)
Mota Quic (Mota Ki'ik, Motaquic, Motaquia, Motakik, deutsch Fluss Quic) ist ein Ortsteil des Ortes Hera im osttimoresischen Suco Hera (Verwaltungsamt Cristo Rei, Gemeinde Dili).

## Geographie
Mota Quic liegt an der Avenida Hera, im Nordwesten der gleichnamigen Aldeia, am Westrand des Ortes Hera. Östlich schließt sich der Ortsteil Montensaun an, westlich der Ortsteil Airiti. Südlich liegt der Ort Sidara.
Im Norden von Mota Quic hat die Universidade Nasionál Timór Lorosa’e (UNTL) mit der Fakultät für Landwirtschaft einen Ableger. Im Süden steht eine Grundschule.